# Stenbjergkirke
 Ikke at forveksle med Stenbjerg Kirke (Sydslesvig).
Stenbjergkirke (tysk: Steinbergkirche) er en landsby og kommune beliggende øst for Flensborg i det nordøstlige Angel i Sydslesvig. Administrativt hører kommunen under Slesvig-Flensborg kreds i den nordtyske delstat Slesvig-Holsten.
Den nuværende landsby Stenbjergkirke består historisk set af de to bebyggelser Bjerregade (langs den nuværende hovedvej mod Flensborg) og Stenbjergkirke (ved kirken). Begge steder dannede et fælles kommune, som indtil 1963 bar navnet Bjerregade (Bredegatt). I 1970 blev nabobyerne Gingtoft, Hatlund og Vesterholm indlemmet. I 2013 fulgte Kværn. En planlagt fusion med Stenbjerg i 1974 kom dog ikke til at blive realiseret. Den nuværende kommune samarbejder på administrativt plan med andre kommuner i Gelting Bugt kommunefællesskab (Amt Geltinger Bucht). I kirkelig henseende hører Stenbjergkirke under Stenbjerg Sogn, som i den danske periode indtil 1864 hørte under Ny Herred i Flensborg Amt.
Bjerregade (på dansk også Bredegade og Bjerggade, på tysk Bredegatt) er første gang nævnt 1584. Forleddet henføres til plantenavnet bregne, der senere er svækket til bre eller delvis omdannet til et bjerg under indflydelse af navnet Stenbjerg. Stenbjergkirke er første gang nævnt 1652 som navnet på bebyggelsen omkring kirken
Området er præget af mange små skovpartier og vandløb (som Boddeskule), ellers er området stærkt landbrugspræget. I nærheden findes den tidligere langdysse (Pinninghøj). Landsbyens romanske kirke er fra 1100-tallet og er midtpunktet i byen.

## Landsbyer
Kommunen består af en række landsbyer og bebyggelser. I den danske tid var kommunens byer delt mellem Stenbjerg Sogn, Kværn Sogn og Nykirke Sogn, alle i Ny Herred i Hertugdømmet Slesvig.
- Bjerregade eller Bjergegade[7]
- Dybgrav (Tiefengruft)
- Ellekær (Elkier)
- Filipsdal (oprindelig: Pinningsand, tysk: Philipsthal)
- Frederiksdal (oprindelig: Kastrup, tysk: Friedrichstal)
- Gingtoft (Gintoft)
- Gingtoftholm (Gintoftholm)
- Grøftsholt (Gräfsholz)
- Hatlund (Hattlund)
- Hatlundmose (Hattlundmoor)
- Kalleby
- Kastrup → Frederiksdal
- Lille Kværn (Kleinquern)
- Mølledam (Mühlendamm)
- Nyby (Nieby)
- Nybøl (Nübel)
- Nybølmark (Nübelfeld)
- Nybøl Nor (Nübelmoor)
- Nykirke (Neukirchen)
- Kværn Tingskov (Quern-Dingholz)
- Kværnskov el. Kværnholt (Quernholz)
- Rævegrav (Fuchsgraben)
- Rødeled (Rodeheck)
- Rojkær el. Røjkær (Roikier)
- Skærsbjerg (Scheersberg)
- Skjold (Schiol)
- Stenbjergkirke (Steinbergkirche)
- Store Kværn (Groß-Quern)
- Tingskov (Dingholz)
- Ulvsbro[8] (Wolfsbrück)
- Vesterholm (Westerholm)
- Volsrød[7] (Wolsröi)